# ليو جيانغ
ليو جيانغ (بالصينية: 劉江) هو سياسي صيني، ولد في أبريل 1940 في بكين في الصين. حزبياً، نشط في الحزب الشيوعي الصيني. وقد انتخب عضو في اللجنة الوطنية لجمهورية الصين الشعبية خلال فترته النيابية ‏.